# هوجان (مسلسل)
هوجان مسلسل تلفزيوني مصري كوميدي - حركة، عرض في رمضان 2019 المسلسل من إنتاج شركة سينرجي بطولة محمد إمام، كريم محمود عبد العزيز، رياض الخولي، صلاح عبد الله، تاليف محمد صلاح العزب ومن إخراج شيرين عادل.

## قصة المسلسل
تدور الأحداث حول شاب مُلقب من أهل منطقته الشعبية بـ “هوجان”، نظرًا لكونه من ذوي القدرات الخارقة، حيث نراه يسحب سيارات بيده دون مساعدة أحد، كما يثني العملات المعدنية بأصابعه وفمه ويبرع في أكل الزجاج، لتذيع شهرة “هوجان” في الأفق، ويصبح واحدًا من صفوة المجتمع.
هوجان هو اسم الشهرة ل بلال صالح العناني والذي قام بأدائه محمد عادل امام حيث يعيش مع بهلول الحمش (صلاح عبد الله) في مولد السيد البدوي كبطل خارق
يظهر سليمان الورداني (ناصر شاهين) وهو رجل صعيدي يتاجر في الاثار الفرعونية في السوق السوداء ويطالب بهلول الحمش بالأموال التي استولي عليها من الوردانية فيحدث شجار ويتسبب هوجان في مقتل سليمان الورداني

## طاقم العمل
- محمد إمام: (هوجان)
- كريم محمود عبد العزيز: (لطفي الحراق)
- صلاح عبد الله: (بهلول الحمش)
- أوس أوس: (حورس)
- أسماء أبو اليزيد: (نجوي - نوجة)
- ميرنا نور الدين: (وردة)
- هاجر أحمد: (نور كمال اللبّاد)
- رياض الخولي: (كمال اللبّاد)
- سوسن بدر: (خالة هوجان)
- عبد الرحمن أبو زهرة: (أبو هوجان)
- عارفة عبد الرسول: (أم لطفي)
- عايدة رياض: (لميس)
- سليمان عيد: (مجدي المحامي)
- أحمد فهيم: (رمضان الورداني)
- أحمد التهامي: (سمير)
- أحلام الجريتلي: (أم نوجة)
- محمد أبو النجا: (فهد)
- إنعام سالوسة: (كوثر)
- محسن منصور: (رضا منفاخ)
- سامح السيد: محمود
- أحمد محارب (ياسر)

## روابط خارجية
- هوجان على موقع قاعدة بيانات الأفلام العربية
- كريم محمود عبد العزيز يكشف عن اسم شخصيته في «هوجان»
- شاهد.. محمد إمام يبحث عن فنانة لبنانية في "هوجا
- بالفيديو.. الإعلان الدعائي الرسمي لمسلسل «هوجان»